# Le Bossu et la Danseuse
Pour les articles homonymes, voir Bossu (homonymie).
Pour plus de détails, voir Fiche technique et Distribution.
Le Bossu et la Danseuse (Der Bucklige und die Tänzerin) est un film allemand muet, réalisé par Friedrich Wilhelm Murnau, sorti en 1920.

## Synopsis
Un bossu tombe amoureux d'une belle danseuse mais sans que cela soit réciproque.

## Fiche technique
- Titre : Le Bossu et la Danseuse
- Titre original : Der Bucklige und die Tänzerin
- Réalisation : Friedrich Wilhelm Murnau
- Scénario : Carl Mayer
- Photographie : Karl Freund
- Société de production : Helios Film
- Pays d'origine : République de Weimar
- Format : Noir et blanc - 1,33:1 - Film muet
- Genre : Fantastique[1]
- Durée : 50 minutes - 2 500 m[1]
- Date de sortie : 8 juillet 1920

## Distribution
- Sascha Gura : Gina
- John Gottowt : James Wilton
- Paul Biensfeldt : Smith
- Anna Von Pahlen : la mère de Smith
- Henri Peters-Arnolds : Percy

## Autour du film
- Les premiers films réalisés par Murnau, dont Le Bossu et la danseuse, sont considérés comme perdus[2].
- « Les critiques de l'époque vantent surtout le travail du scénariste Carl Mayer, tout en signalant la beauté des images de Murnau[3].».